# Dea (álbum)
Dea es el segundo disco larga duración de la banda Catharsis proveniente de Rusia, y el primero considerando su cambio de género de doom metal a power metal.

## Canciones del álbum
1. Igni et Ferro	06:55
2. A Trip into Elysium	05:00
3. My Love, the Phiery	07:55
4. Etude N1 A-Moll for Piano, op. 1	02:48
5. Pro Memoria	05:27
6. Silent Tears	05:13
7. Into Oblivion	02:59

- Datos: Q4037087